# جهان‌محلی شدن
جهان‌محلی شدن (به انگلیسی: Glocalization) (یک واژه مرکب از جهانی شدن و محلی کردن) بیانگر انطباق موقعیت‌های محلی با موفقیت جهانی شدن در حوزه‌های فرهنگ و اقتصاد است. جهانی-محلی شدن ترکیبی از دو مفهوم جهانی‌شدن و محلی‌شدن است مبنی بر آن که در بازار جهانی محصول یا خدمات اگر با معیارهای محلی و فرهنگی هماهنگ شود موفقیت بیشتری خواهد داشت. فست‌فود بین‌المللی مک‌دونالدی به خوبی نشانگر این واقعیت است چرا که منوی آن برای سازش با ذائقه‌های محلی در هر منطقه متفاوت است. برای مثال در هند که گاو مقدس است به جای همبرگر، مک‌وژیز که نوعی همبرگر گیاهی است وجود دارد. این مفهوم برای اولین بار در دهه هشتاد میلادی توسط یک اقتصاددان ژاپنی در دانشگاه هاروارد بیزنس ریویو به کار برده شد. بر اساس گفتهٔ رولند رابرتسون، جهانی-محلی شدن، تأثیر متوسط شرایط محلی را تحت فشار بین‌المللی توصیف می‌کند. در سال ۱۹۹۷ کنفرانس «جهانی شدن و فرهنگ بومی» رابرتسون گفت جهانی شدن یعنی حضور دوطرفه گرایش‌های بومی و جهانی.
بین‌المللی شدن یا اینترنشنالیزیشن اصطلاحی جدید تر از جهانی-محلی شدن است که به صنعت آماده کردن محصولات برای بازار بین‌المللی اشاره دارد. مثال بارزتر این مفهوم، وبسایت یاهو است. وبسایت یاهو در سراسر جهان یکسان است اما در آن نسخه‌های مختلفی با خدمات متفاوت برای کاربران مختلف پیشنهاد می‌کند؛ مثلاً محتوا و زبان متفاوتی را در کشورهای چین، روسیه و کانادا فراهم می‌کند (در ایران نیز یاهو مکتوب مورد استفاده است که برای خاورمیانه طراحی شده است). و محتوای وبسایت را برای هماهنگی با معیارهای بومی تغییر می‌دهد.

## کاربرد
درحال حاضر شرکت‌های دولتی و خصوصی برای دستیابی به مشتری بیشتر و کسب درآمد بیشتر، جهانی-شدن را می‌آزمایند. بخصوص مورد استفاده کسانی است که خدماتی از راه دور برای مشتریان خود فراهم می‌کنند مانند خدمات شبکه‌های اجتماعی.
جهانی محلی شدن، ایدهٔ جهانی شدن را با در نظر گرفتن پارامترهای محلی مرتبط می‌کند. به گفتهٔ اندرو هرولد: «هرچیز جهانی، محلی گری خود را دارد. به عبارت دیگر، هر چیز بومی، جهانی هم هست» او برای توضیح این مفهوم از استعارهٔ هشت پا استفاده می‌کند. جهان، بدن هشت پا است که نیروی پاهایش سطوح محلی را لمس می‌کند.
این اصطلاح از دهه ۸۰ میلادی طور مستقل در کسب و کار ژاپنی گسترش یافته است.
در دنیای انگلیسی زبان از دهه ۹۰ میلادی این اصطلاح توسط جامعه‌شناس بریتانیایی رونالد رابرتسون، و جامعه شناسان کانادایی هیث هامپتون و بری ولمن مورد توجه قرار گرفت. همپتون و ولمن بارها از این اصطلاح برای اشاره به افرادی که به‌طور جدی فعالیت گستردهٔ محلی و جهانی در حوزه‌های دوستی، خویشاوندی و تجارت داشتند استفاده کردند.
جهانی محلی شدن در دنیای کسب و کار اصطلاح مهمی است چرا که به فرایند جهانی شدن با ریشه‌های اقتصادی ارتباط نزدیکی دارد. این مفهوم با توسعه دادن ریشه‌های ژاپنی خود، امروزه رویکرد محبوب در کسب و کار غربی است. این رویکرد علی‌رغم استفادهٔ رایج آن، بخاطر ناکارآمدی طولانی مدت مورد انتقاد قرار گرفته است.
در مقاله‌ای در بلومبرگ بیزنس ویک، دو اشکال برجسته در سیستم وجود دارد که اجازه می‌دهد موج ابداعات در یک مسیر هدایت شود: از دفتر مرکزی شرکت‌های چند ملیتی به جهان. این نتایج بخصوص در کشورهای در حال توسعه نمود دارد که از طریق اصلاح محصولات آن را مشابه نمونهٔ آن در کشورهای توسعه یافته می‌کنند و آن را آماده برای مصرف در کشورهای فقیر می‌کنند. همان‌طور که یک تاجر هندی توضیح می‌دهد این یک مدل ضعیف نشان می‌دهد افراد در کشورهای در حال توسعه دیگر طالب کالاهایی با ظاهر مشابه جهان ثروتمند نیستند بلکه به جای آن خواهان کیفیت کالاهای کشورهای ثروتمند در بازار خودشان هستند.
بر خلاف تأکیدی که جهانی-محلی شدن بر محلی‌گرایی کالاها دارد، کالاهای جهانی به‌طور معمول ارتباط کمی با معیارهای محلی دارند. این نو آوری از بالا به پایین به ابتکارات واقعی و فهم تخصصی مشرف است که تحت تملک افراد محلی به نفع شکلی است که در یک منطقهٔ کاملاً متفاوت و برای یک جمعیت منحصر به فرد، پاسخگو بوده است. درک محلی از نیازهای بازار و رفتار مخاطبان نابخردانه از ملاحظات حذف شده است در صورتی ممکن است افزایش اولیه‌ای در فروش محصولاتی که به تازگی سازگار شده‌اند، وجود داشته باشد. با گذر زمان، گزارش‌ها حاکی از آن است که محلی‌ها به دلیل تصمیمات کلی ناسازگار و و نارضایتی از منابع کاهش یافتهٔ خارجی علاقه خودشان را به این کالاها از دست داده‌اند.
با وجود اینکه جهانی محلی شدن احتمالاً به عنوان یک شیوهٔ رایج تجاری باقی می‌ماند، جایگزین سودآور تری تحت عنوان نوآوری معکوس، توصیه می‌شود. در این روش تاجران به جای استفاده از مدل بالا به پایین برای فروش محصولات، قادر به شروع پایه‌ای و طراحی برای مصرف‌کنندگان خود با درک تخصصی تر از شرایط محیطی هستند.

### در دانشگاه
جهانی محلی شدن در گفتگوهای دانشگاهی و در رابطه با پاسخ آموزش به محیط جهانی دائماً در حال تغییر نیز ظاهر شد. در بخش مورد توجه رهبران علمی و جهانی شدن، جفری بروک و آنتونی نورمور دربارهٔ نیاز پیوستگی دید جهانی-محلی به رهبری فنون دانشگاهی استدلال می‌کنند. همان‌طور که جهانی شدن اهمیت روزافزونی در زندگی روزمرهٔ مردم به وجود آورد، بسیار مهم است که رهبران علمی آن را به رسمیت بشناسند و به آن پاسخ دهند. رهبران علمی معتقدند این تکامل به عنوان ادغام معنی دار از نیروهای محلی یا جهانی محلی شدن رهبران علمی از طریق دستیابی به سواد جهانی در نه حوزه خاص و جهانی رخ می‌دهد: سواد سیاسی، سواد اقتصادی، سواد فرهنگی، سواد اخلاقی، سواد آموزشی، سواد اطلاعاتی، سواد معنوی و مذهبی و سواد سازمانی. در ارائهٔ این نه حوزه که پویا و به هم پیوسته است، هرکدام با ظرفیت حال حاضر خود تحت تأثیر قدرت رهبران علمی هستند.
محققان برای این جهانی –محلی شدن علمی اصولی را ارائه می‌کنند که توضیح می‌دهد که برخلاف تصور رایجی که جهانی محلی شدن برای ارتباط با فعالیت‌های روزه در دانشگاه یک ایدهٔ بیش از حد انتزاعی است، بسیاری از محققان با این وجود اذعان می‌کنند که این مسئله مرتبط با جهانی محلی شدن بر شیوه محلی آن‌ها تأثیر می‌گذارد. آن‌ها فرض می‌کنند که علت قطع ارتباط بین این دو پاسخ احتمالاً در بخش تثبیت در دانشگاه در ضرورت فوری و محلی برای عملکرد وجود دارد. در نهایت، مطالعات انجام شده دربارهٔ جهانی محلی شدن علمی توسط اسپرینگ نشان می‌دهد گفتمان‌ها، فرایندها و نهادهای درهم تنیده سراسر جهان که بر شیوه‌ها و سیاست‌های علمی محلی تأثیرگذارند، خواستار در نظر گرفتن جهانی-محلی‌اند. با توجه به نبود مباحثی در ارتباط جهانی محلی شدن با رهبری علمی محققان پیشنهاد بی سایقه‌ای را استدلال می‌کنند که رهبری علمی باید با واقعیات اجرای وظایفش در جامعه جهانی مواجه بشود.
محققان بعد از ارائهٔ دلایل پشت استدلال اصلی دربارهٔ نفع جهانی محلی رهبری علمی اقدام به توضیح رویکردهای خاص به سواد جهانی در هریک از آن نه حوزه کردند. سواد اطلاعاتی جهانی-محلی از سوی دیگر شامل داشتن یک درک کامل دربارهٔ استفاده از انواع فراوان ابزارهای موجود برای دسترسی به اطلاعات روز و توانایی تفکر انتقادی در مورد اطلاعات فراهم شده است. این دامنه به‌طور خاص مرتبط با سواد دیجیتالی است که شامل اجزایی مانند سواد رایانه‌ای و سواد رسانه‌ای است.

### در رسانه
رسانه‌ها قلمرو مهم دیگری است که در جهانی محلی شدن در آن وارد شده است. رسانه‌ها وسیله‌ای قدرتمند برای ایجاد ارتباط در سطح بین‌المللی هستند، با این وجود این ابزار همچنین قادر به داشتن تأثیر در سطح محلی‌اند. در این راستا استفاده از اینترنت برای ارتباط در سطح محلی مثال بارزی از پدیده جهانی-محلی شدن ارائه می‌دهد. ارتباطات توسط اینترنت موانع ارتباطی مانند ترس و خجالت، زمان، موانع فضایی، اختلال شهری را کاهش داده و همچنین وسیله‌ای است که حتی برای جوامع محروم و در سطح محلی چیزی را ارائه می‌کند تا بتوانند آن را به سطح تعریف شده و مناسب برای اهداف خود تقلیل دهند.
تشویق تعامل اجتماعی و اجازه دادن به ارتباط انتخابی در یک فضای کوچک هنوز هم با چالش‌های ارتباطی مواجه است مانند وسایلی که در نهایت اجازه می‌دهد تا شرایط محدودیت‌ها که مانع کنش و گفتگوی انتخابی است در جامعه کاهش یابد.
توماس ال فریدمن در «جهان مسطح است» در مورد اینکه چگونه اینترنت جهانی-محلی شدن را تشویق می‌کند صحبت می‌کند. مانند تشویق مردم به ایجاد وبسایت به زبان مادری خود.

### جهانی-محلی شدن و رفاه
جهانی محلی پاسخ‌های بالقوه‌ای نیز به منظور مقابله با اثرات منفی جهانی شدن ارائه می‌کند. با توجه به سرعت روزافزون اثرات منفی جهانی شدن بر جامعه به عنوان یک کل، جهانی-محلی شدن کار اجتماعی ممکن است یک روش قدرتمند و لازم برای متوقف کردن یا کاهش این کشمکش‌ها ارائه کند. همان‌طور که میدگلی توضیح می‌دهد جهانی شدن می‌تواند آسیب‌هایی مانند تضعیف اقتصاد محلی، تضعیف حاکمیت دولت‌ها و ایجاد بیکاری و فقر در نقاط مختلف جهان داشته باشد. در صدر فهرست نگرانی‌ها در رابطه با جهانی شدن، عدم پاسخگویی در این دورهٔ نوظهور است که در آن نیروهای عظیم اقتصادی و روابط پیچیده بین‌المللی شناسایی منبع مشکل را سخت می‌کند و مسولیت کمی به دولت-ملت یا شرکت برای هرگونه آسیبی که آن‌ها ممکن است به جامعه تحمیل کنند اختصاص می‌دهد. محققان در شناخت این اثرات منفی، جهانی-محلی شدن کار اجتماعی را برای بالا رفتن رفاه شهروندان ارائه می‌کنند.
از لحاظ تاریخی آگاهی دانش اجتماعی به صورت محلی متمرکز و عملگرا شده است در عین حال برای مدتی به گونه‌ای عمل کرده که گویی به صورت جامعه تنها در سطح دولت-ملت وجود داشته است. با توجه به تحولاتی که از جهانی شدن تأثیر می‌پذیرند، ضرورت روزافزونی برای توسعهٔ فراتر از محدودهٔ دیدگاه موجود از کار اجتماعی وجود دارد که بهتربا نیازهای جامعه مدرن متناسب باشد. تحت فشار جهانی شدن دولت سخاوتمند رفاهی خود را ناتوان از رقابت با کسانی یافت که حداقل حمایت به شهروندان خود و حمایت اجتماعی بسیار پایین‌تر از حد معمول ارائه می‌کنند. با این حال از طریق جهانی محلی شدن این پتانسیل برای ایجاد بازیگران اجتماعی و ساختارهای جدید اجتماعی که لزوماً دارای روح محلی و شخصیت جهان اند وجود دارد. این ساختارها قادر به پاسخگویی به مشکلات اجتماعی محلی است دولت رفاهی از آن غافل است به شکلی که دارای پشتوانه‌ای با بینش و قدرت جهانی است.
برای مخالفت با روند جهانی کاهش پاسخگویی و برنامه‌های رفاه اجتماعی هنگ و سانگ پیشنهاد می‌کنند که توسعه یک سیاست اجتماعی جهانی، با کمک سازمان‌های بین‌المللی با هم می‌تواند یک مجموعه مشترک از راه حل برای افزایش فشارهای جهانی ایجاد و حمایت کنند. این سیستم قادر خواهد بود تا با سرمایه‌گذاری بیشتر در مواردی مثل آموزش، اشتغال و خدمات واجب عمومی برای همه ایجاد فرصت کند. محققان استدلال می‌کنند از طریق این رویکرد بالا به پایین از نیروهای جهانی که در سطح محلی عمل می‌کنند، جهانی-محلی شدن کار اجتماعی ممکن است وسیله‌ای برای پیشبرد رفاه محلی و کمک قدرت مورد نیاز برای مقابله با مشکلات روزافزون اجتماعی پیچیده جهانی در آینده انتظار می‌رود.